# Die Todesschlucht von Arizona
Die Todesschlucht von Arizona (Originaltitel: The Cariboo Trail) ist ein US-amerikanischer Western aus dem Jahr 1950 von Edwin L. Marin mit Randolph Scott in der Hauptrolle. Der Film wurde von 20th Century Fox produziert. Der Film spielt nicht, wie der deutsche Verleihtitel suggeriert, in Arizona, sondern im kanadischen British Columbia.

## Handlung
Jim Redfern und Mike Evans treiben, in Begleitung des chinesischen Kochs Ling, eine Rinderherde von Montana über den Cariboo Trail nach British Columbia. Sie erreichen eine Gegend, die für einen Goldrausch bekannt war. Jim plant, eine Ranch auf dem Gebiet der Chilcotin errichten zu können, während Mike hofft, Gold finden zu können.
Mit ihrer Herde kommen sie an eine Brücke, für deren Überquerung Männer von Frank Walsh Wegezoll erheben. Für Jim ist das Wegelagerei und er lässt seine Herde in einer Stampede über die Brücke laufen. Später begegnen sie dem Goldsucher Oscar, genannt Grizzly, der sie begleitet. Während sie lagern, wird eines Nachts die Herde von Walshs Männern weggejagt. Dabei wird Mike überrannt, sein linker Arm gerät unter die trampelnden Hufe der Tiere. Mike Arm ist so schwer verletzt, dass Jim ihn amputieren muss. Auch ihre Pferde sind bei der Stampede fortgelaufen. Jim, Grizzly und Ling gehen zu Fuß weiter, Grizzlys Esel Hannibal trägt den verletzten Mike.
Unterwegs begegnen sie einer Postkutsche. Mike wird in ihr zu einem Arzt nach Carson City gebracht, einer Stadt, die unter dem Einfluss von Walsh steht. Im Saloon Gold Palace lernt Jim die Besitzerin Francie Harrison kennen. Francie wird von Walsh hofiert, will aber mit diesem nichts zu tun haben. Walsh fordert von Jim Schadenersatz für die beschädigte Brücke, doch Jim weigert sich zu zahlen. Ling löst seine Lebensversicherung auf und gibt Jim 300 Dollar. Jim, Mike, Grizzly und Ling können nun auf Goldsuche gehen, wobei Mike Jim für sein Unglück verantwortlich macht und in der Stadt bleibt. Jim bekommt mit, wie Bill Miller, einer von Walshs Männern, Rinderteile verkauft, die Jims und Mikes Brandzeichen haben. Jim bezichtigt Bill des Diebstahls und schießt ihn in einem Duell nieder.
Francie besucht Mike, um ihm eine Stelle in ihrem Saloon anzubieten. Doch auch Walsh will Mike einstellen. In den Bergen zeigt Grizzly Jim und Ling, wie man nach Gold schürft, doch die Männer bleiben erfolglos. Jim erkundet ein Tal, das er als geeignet für eine Rinderzucht hält. Hier werden die Männer von Blackfootindianern angegriffen. Sie können flüchten, werden jedoch getrennt. Während Jim in einem Fluss trinkt, findet er Gold. Ling schafft es nach Carson City und bittet Francie um eine Stelle als Koch.
Jim bringt das gefundene Gold zu einem Prüfer, der einen Wert von 900 Dollar feststellt. Das Geld bekomme er allerdings nur von Walsh. Walshs Handlanger Murphy überbringt das Geld, doch Walsh behält 310 Dollar für die Reparatur der Brücke ein. Murphy erzählt von Jims Goldfund, die Bewohner fordern, dass Jim seine Fundstelle teilt. Mit Lings Hilfe entkommt Jim der aufgebrachten Menge und stößt in den Bergen auf Grizzly und seine Schwägerin Jane Winters, die 300 Rinder von Montana hertreiben ließ. Einige ihrer Männer haben die Herde verlassen, um nach Gold zu suchen. Sie bittet Jim um Hilfe, die Herde in das Tal zu führen. Jim ist dazu bereit, wenn er ein Viertel des Erlöses erhält.
Walsh erfährt von dem Viehtrieb und entscheidet sich, ins Rindergeschäft einzusteigen. Jim versucht, Männer für die Zucht einzustellen, und will mit Mike, den er immer noch als Partner ansieht, sprechen. Doch Mike hat sich betrunken und weigert sich, für Jim zu arbeiten. Der Viehtrieb geht schließlich weiter, was von den Indianern aufmerksam beobachtet wird.
In Carson City wirft Francie Mike aus dem Saloon. Auch Walsh will Mike loswerden. Der hat mitbekommen, dass Walsh mit den Indianern eine Vereinbarung getroffen hat. Die Indianer sollen den Viehtrieb angreifen und Jim sowie alle Männer töten. Francie und Mike machen sich auf den Weg, um Jim zu warnen.
In der Nacht greifen die Indianer an. Sie erleiden hohe Verluste und verweigern einen weiteren Angriff bei Tageslicht. Walsh will die Herde wegtreiben lassen, die das Lager knapp verfehlt. Mike erreicht das Lager, es kommt zu einer Schießerei mit Walsh. Walsh stirbt, Mike wird schwer verletzt. Er stirbt kurz darauf in den Armen seines Freundes Jim. Jim, Francie und die anderen erreichen schließlich das Tal.

## Produktion
Gedreht wurde der Film von Mitte August bis Anfang Oktober 1949 in British Columbia in Kanada sowie in Colorado (Gunnison und Lake City) und im Bronson Canyon in Kalifornien. Weitere Aufnahmen entstanden in den Motion Picture Center Studios und in den RKO-Studios in Los Angeles sowie auf der Ranch von Ray Corrigan in Simi Valley.

## Stab und Besetzung
Arthur Lonergan war der Filmarchitekt. Das Stuntdouble für Randolph Scott war Jock Mahoney. Für Gabby Hayes, den bekannten Darsteller von kauzigen Western-Sidekicks, war es sein letzter Kinofilm.
In kleinen nicht im Abspann erwähnten Nebenrollen traten Franklyn Farnum und Dorothy Vernon auf.

## Synchronisation
| Rolle          | Schauspieler    | Deutscher Synchronsprecher |
| -------------- | --------------- | -------------------------- |
| Jim Redfern    | Randolph Scott  | Wolfgang Eichberger        |
| Grizzly        | George Hayes    | Alfons Teuber              |
| Mike Evans     | Bill Williams   | Christian Marschall        |
| Francie Harris | Karen Booth     | Gertrud Meyen              |
| Frank Walsh    | Victor Jory     | Harald Wolff               |
| Murphy         | Douglas Kennedy | Arnold Marquis             |
| Jane Winters   | Mary Stuart     | Renate Hofrichter          |
| Ling           | Lee Tong Foo    | Harry Grüneke              |

## Veröffentlichung
Die Premiere des Films fand im Juli 1950 statt. In der Bundesrepublik Deutschland kam er am 27. Januar 1956 in die Kinos, in Österreich im Mai 1956.

## Kritiken
Das Lexikon des internationalen Films schrieb: „Unterhaltsamer, konventionell inszenierter Western mit einer klaren Trennung von Gut und Böse.“
Die Filmzeitschrift Cinema befand: „Prärie-Action mit exzellenter Kamera“.
Die Variety beschrieb den Film als malerischen Actionwestern. Die Landschaft und die Action seien wild, die Geschichte gut und das Tempo hoch.
Der TV Guide lobte den Film als kompetentes Westernabenteuer mit guter Farbkameraarbeit und ordentlicher Action.